# Tipula microspilota
Tipula microspilota är en tvåvingeart som beskrevs av Alexander 1928. Tipula microspilota ingår i släktet Tipula och familjen storharkrankar. Inga underarter finns listade i Catalogue of Life.